# پاسوهلاوکی
پاسوهلاوکی (به چکی: Pasohlávky) یک منطقهٔ مسکونی در جمهوری چک است که در ناحیه برنو-تسوونتری واقع شده‌است. پاسوهلاوکی ۲۶٫۵۹ کیلومتر مربع مساحت و ۷۲۷ نفر جمعیت دارد و ۱۷۵ متر بالاتر از سطح دریا واقع شده‌است.